# Jean-Marie Ackah
Jean-Marie Ackah est un entrepreneur ivoirien et le patron des entreprises du pays.

## Biographie

### Enfance, éducation et débuts
Né le  23 septembre 1955 à Abidjan de  nationalité Ivoirienne marié et père de 3 enfants[réf. nécessaire].Jean-Marie Ackah est diplômé de l’Institut Supérieur Commercial (IDRAC) de Paris et de l’Institut Français de Gestion (IFG, 3ème cycle).

### Carrière
Jean-Marie Ackah est un entrepreneur ivoirien, il commence sa carrière comme cadre de direction à Palm industrie de 1978 à 1980 puis est recruté à la société ivoirienne de production animale (SIPRA) où il sera nommé successivement Directeur adjoint du département aliment de bétail et Directeur du département aliment de bétail d’Ivograin de 1980 à 1992. Après avoir occupé ces fonctions, il devient directeur général en 1993, poste qu’il occupera jusqu’en 1998.En 1999, il conduit avec succès, un projet de reprise du contrôle de l’actionnariat et devient le président-directeur général. Par la suite, il cède en  2011 la direction générale pour s’attacher au démarrage de LMCI (Les Moulins de Côte d’Ivoire), nouvelle société qu’il crée en 2007 et qui est la deuxième minoterie de Côte d’Ivoire. De 2014 à 2016 il devient le Vice-président de la CGECI pendant ce temps il fut le Président de l’Union  des Grandes Entreprises Industrielles  de Côte d’Ivoire (UGECI). Depuis le 27 Octobre 2017 il exerce la présidence de la Fédération des Organisations Patronales de l’Afrique de l’Ouest (FOPAO). Depuis le 18 janvier 2025, il est élu à la présidence de la Confédération générale des entreprises de Côte d'Ivoire (CGECI) [réf. nécessaire]. Il succède à Jean Kacou Diagou, fondateur du groupe de banque assurance NSIA, qui a dirigé l'organisation pendant dix ans.   

### Finance
En 2023, il est la 9ᵉ plus grandes fortunes de Côte d'Ivoire.